# Moutiers-sur-le-Lay
Pour les articles homonymes, voir Lay et Moutiers.
Moutiers-sur-le-Lay est une commune française située dans le département de la Vendée, en région Pays de la Loire. Elle est traversée par le fleuve côtier du Lay.

## Géographie
Le territoire municipal de Moutiers-sur-le-Lay s'étend sur 1 840 hectares. L'altitude moyenne de la commune est de 30 mètres, avec des niveaux fluctuant entre 7 et 57 mètres,.
Cinq communes jouxtent Moutiers-sur-le-Lay :
Les communes limitrophes sont  Bessay, Château-Guibert, Les Pineaux, Mareuil-sur-Lay-Dissais et Sainte-Pexine.
|                         | Les Pineaux         |               |
| Château-Guibert         | Moutiers-sur-le-Lay | Sainte-Pexine |
| Mareuil-sur-Lay-Dissais | Bessay              |               |

### Climat
Pour des articles plus généraux, voir Climat des Pays de la Loire et Climat de la Vendée.
En 2010, le climat de la commune est de type climat océanique franc, selon une étude du CNRS s'appuyant sur une série de données couvrant la période 1971-2000. En 2020, Météo-France publie une typologie des climats de la France métropolitaine dans laquelle la commune est exposée à un climat océanique et est dans la région climatique  Bretagne orientale et méridionale, Pays nantais, Vendée, caractérisée par une faible pluviométrie en été et une bonne insolation. 
Pour la période 1971-2000, la température annuelle moyenne est de 12,3 °C, avec une amplitude thermique annuelle de 14,1 °C. Le cumul annuel moyen de précipitations est de 792 mm, avec 12,1 jours de précipitations en janvier et 6,4 jours en juillet. Pour la période 1991-2020, la température moyenne annuelle observée sur la station météorologique de Météo-France la plus proche, « Sainte Gemme la Plaine_sapc », sur la commune de Sainte-Gemme-la-Plaine à 9 km à vol d'oiseau, est de 13,0 °C et le cumul annuel moyen de précipitations est de 809,1 mm,. Pour l'avenir, les paramètres climatiques de la commune estimés pour 2050 selon différents scénarios d'émission de gaz à effet de serre sont consultables sur un site dédié publié par Météo-France en novembre 2022.

## Urbanisme

### Typologie
Au 1er janvier 2024, Moutiers-sur-le-Lay est catégorisée commune rurale à habitat dispersé, selon la nouvelle grille communale de densité à sept niveaux définie par l'Insee en 2022.
Elle est située hors unité urbaine et hors attraction des villes,.

### Occupation des sols
L'occupation des sols de la commune, telle qu'elle ressort de la base de données européenne d’occupation biophysique des sols Corine Land Cover (CLC), est marquée par l'importance des territoires agricoles (95,4 % en 2018), une proportion sensiblement équivalente à celle de 1990 (95,8 %). La répartition détaillée en 2018 est la suivante : 
terres arables (64,9 %), zones agricoles hétérogènes (19,3 %), prairies (11,2 %), zones urbanisées (2,5 %), forêts (2,1 %). L'évolution de l’occupation des sols de la commune et de ses infrastructures peut être observée sur les différentes représentations cartographiques du territoire : la carte de Cassini (XVIIIe siècle), la carte d'état-major (1820-1866) et les cartes ou photos aériennes de l'IGN pour la période actuelle (1950 à aujourd'hui).

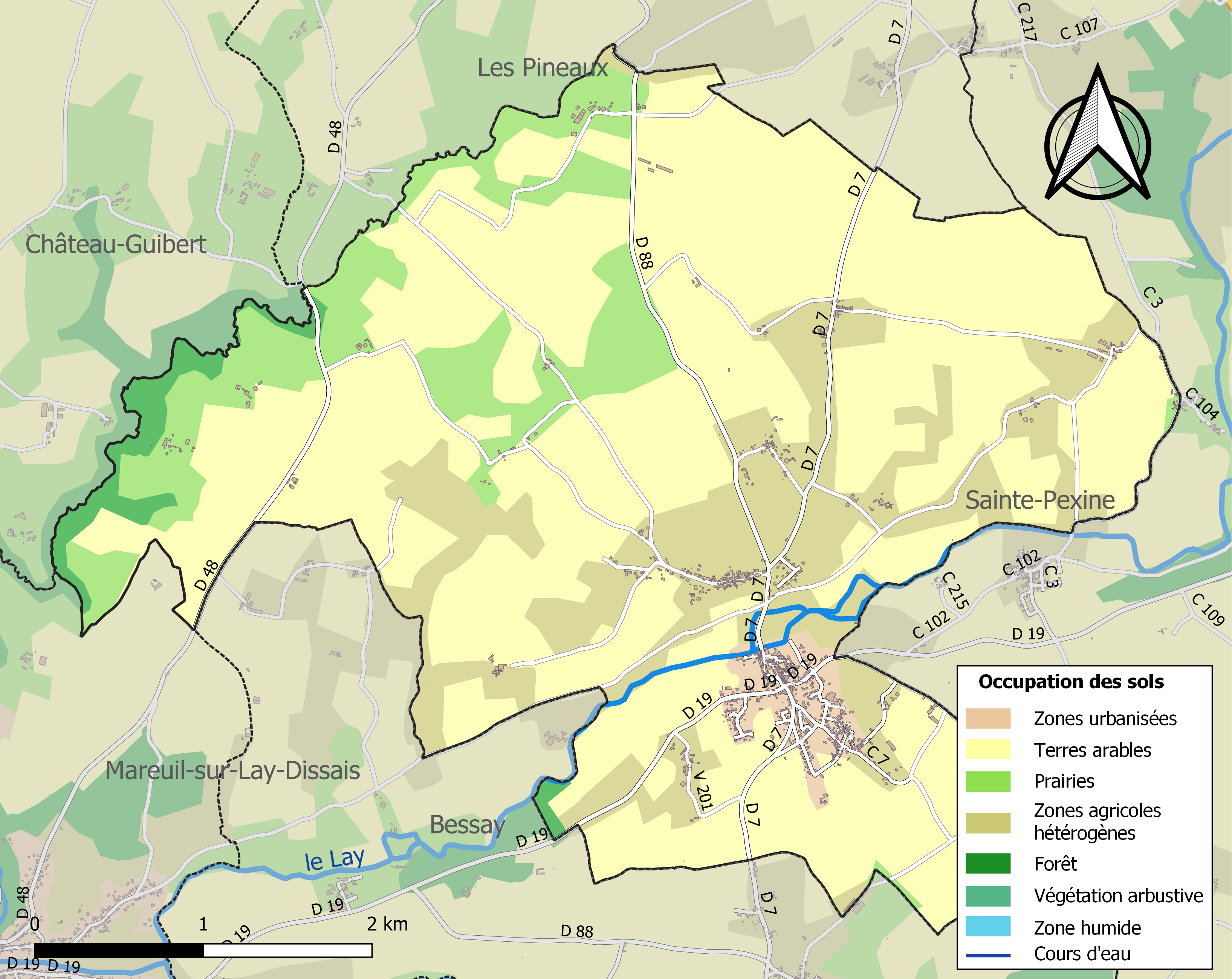
Carte des infrastructures et de l'occupation des sols de la commune en 2018 (CLC).

## Histoire
Seigneurie, elle fut, sous cette forme, l'un des principaux monastères de l'évêché de Luçon.
Le monastère fut fortifié à partir en 1047. Luçon devenu le siège du diocèse en 1317, dès 1393 Etienne Loypeau, alors évêque, qui en avait fait sa résidence d'été, le transforma en château fortifié. Les évêques de Luçon y séjournèrent jusqu'en 1490. Le château fut par la suite, pillé et détruit deux fois, dans les deuxièmes moitiés des XVe et XVIe siècles et entre-temps réutilisé par l’évêque, au début du XVIe siècle. Il fut définitivement rasé par Richelieu au XVIIe siècle.

## Politique et administration

### Liste des maires
| Période                                  | Période                      | Identité        | Étiquette | Qualité |
| ---------------------------------------- | ---------------------------- | --------------- | --------- | --- |
| 1983                                     | 15 mars 2008                 | Jean Drouet     |           | Agriculteur |
| 15 mars 2008,                            | 21 novembre 2024             | Brigitte Hybert |           | Restauratrice, Présidente de la communauté de communes du Pays-Mareuillais (2014-2016) Conseillère départementale de la Vendée, élue dans le canton de Mareuil-sur-Lay-Dissais (depuis 2015), Présidente de Sud-Vendée-Littoral (2017-2024), 10e vice-présidente du conseil départemental de la Vendée (2021-2024), |
| 8 janvier 2025                           | En cours (au 8 janvier 2025) | Didier Forgerit |           | Chargé de formation et de recrutement dans un centre de formation professionnelle |
| Les données manquantes sont à compléter. |                              |                 |           | |

## Population et société

### Démographie

#### Évolution démographique
L'évolution du nombre d'habitants est connue à travers les recensements de la population effectués dans la commune depuis 1800. Pour les communes de moins de 10 000 habitants, une enquête de recensement portant sur toute la population est réalisée tous les cinq ans, les populations de référence des années intermédiaires étant quant à elles estimées par interpolation ou extrapolation. Pour la commune, le premier recensement exhaustif entrant dans le cadre du nouveau dispositif a été réalisé en 2007.

En 2022, la commune comptait 823 habitants, en évolution de +10,47 % par rapport à 2016 (Vendée : +5,33 %, France hors Mayotte : +2,11 %).
| 1800 | 1806 | 1821 | 1831 | 1836 | 1841 | 1846 | 1851 | 1856 |
| ---- | ---- | ---- | ---- | ---- | ---- | ---- | ---- | ---- |
| 729  | 746  | 769  | 860  | 857  | 893  | 919  | 984  | 997  |

| 1861  | 1866  | 1872  | 1876  | 1881  | 1886  | 1891  | 1896  | 1901  |
| ----- | ----- | ----- | ----- | ----- | ----- | ----- | ----- | ----- |
| 1 009 | 1 062 | 1 043 | 1 068 | 1 078 | 1 076 | 1 104 | 1 112 | 1 073 |

| 1906 | 1911 | 1921 | 1926 | 1931 | 1936 | 1946 | 1954 | 1962 |
| ---- | ---- | ---- | ---- | ---- | ---- | ---- | ---- | ---- |
| 991  | 928  | 869  | 791  | 765  | 736  | 776  | 729  | 736  |

| 1968 | 1975 | 1982 | 1990 | 1999 | 2006 | 2007 | 2012 | 2017 |
| ---- | ---- | ---- | ---- | ---- | ---- | ---- | ---- | ---- |
| 685  | 604  | 649  | 601  | 541  | 605  | 614  | 705  | 753  |

| 2022 | - | - | - | - | - | - | - | - |
| ---- | - | - | - | - | - | - | - | - |
| 823  | - | - | - | - | - | - | - | - |

#### Pyramide des âges
En 2018, le taux de personnes d'un âge inférieur à 30 ans s'élève à 33,0 %, soit au-dessus de la moyenne départementale (31,6 %). À l'inverse, le taux de personnes d'âge supérieur à 60 ans est de 28,9 % la même année, alors qu'il est de 31,0 % au niveau départemental.
En 2018, la commune comptait 392 hommes pour 365 femmes, soit un taux de 51,78 % d'hommes, largement supérieur au taux départemental (48,84 %).
Les pyramides des âges de la commune et du département s'établissent comme suit.
| Hommes | Classe d’âge | Femmes |
| ------ | ------------ | ------ |
| 0,8    | 90 ou +      | 0,3    |
| 8,2    | 75-89 ans    | 12,9   |
| 18,4   | 60-74 ans    | 17,3   |
| 16,4   | 45-59 ans    | 16,8   |
| 23,6   | 30-44 ans    | 19,3   |
| 11,3   | 15-29 ans    | 13,0   |
| 21,4   | 0-14 ans     | 20,5   |

| Hommes | Classe d’âge | Femmes |
| ------ | ------------ | ------ |
| 0,8    | 90 ou +      | 2,2    |
| 8,7    | 75-89 ans    | 11,1   |
| 20,3   | 60-74 ans    | 21,3   |
| 20     | 45-59 ans    | 19,4   |
| 17,5   | 30-44 ans    | 16,8   |
| 15     | 15-29 ans    | 13,2   |
| 17,7   | 0-14 ans     | 16,1   |

## Lieux et monuments
- Église Saint-Pierre.

## Personnalités liées à la commune
- Jean-Pierre Aulneau (1705-1736), missionnaire, jésuite et martyr du Minnesota.

## Pour approfondir